# 宋庆友
宋庆友（1938年10月—1988年8月27日），山东莒南人，汉族，中华人民共和国政治人物。

## 生平
1938年10月，宋庆友出生。
1958年7月至1959年，任山东省莒南县钢铁厂班长、副炉长。1959年11月至1961年10月任莒南县坪上铁矿工人。1959年12月，加入中国共产党。1961年10月至1970年3月，任山东莱芜铁矿赵庄矿区副营长。1970年3月至1973年5月，任莱芜钢铁厂莱芜铁矿赵庄矿区营长、党委副书记。1973年5月至1973年7月，任莱芜钢铁厂莱芜铁矿党委常委、副矿长兼赵庄矿区党委书记。1973年7月至1977年1月，任山东省总工会副主任、莱芜钢铁厂党的核心小组成员。1977年1月至1978年1月，任中共山东省委常委、山东省总工会副主任。1978年1月至4月，任中共山东省委常委、山东省革委会委员。1978年4月至1979年3月，任中共山东省委常委、山东省革委会委员，韩旺铁矿会战指挥部党委书记、指挥。1979年3月，任莱芜钢铁厂副指挥。1980年2月至1985年3月，兼任莱芜钢铁党委副书记。1987年9月至1988年8月，任莱芜钢铁厂生活服务公司党委书记。此外，他還担任過中共第十届、十一届中央候补委员。
1988年8月27日，於北京逝世。